# Andreas Brugger (Politiker)
Andreas Brugger (* 15. Juni 1954 in Innsbruck) ist ein österreichischer Rechtsanwalt und Politiker (FRITZ). Er war von 2008 bis 2015 Abgeordneter zum Tiroler Landtag.

## Leben
Brugger besuchte von 1960 bis 1964 die Volksschule in Hall in Tirol und danach bis 1967 das örtliche Gymnasium. 1967 wechselte er an das Gymnasium in Volders, 1968 an das Gymnasium Adolf Pichler Platz in Innsbruck, das er 1973 mit der Matura abschloss. Brugger studierte im Anschluss ab 1973 Rechtswissenschaft an der Universität Innsbruck und promovierte 1978 zum Dr. jur. Zuvor hatte Brugger von 1977 bis 1978 sein Rechtspraktikum in Hall und Innsbruck absolviert und war danach von 1978 bis 1982 Rechtsanwaltsanwärter in Innsbruck und Wien gewesen. Seit 1982 ist Brugger als Rechtsanwalt tätig. 
Brugger ist seit 2004 Mitglied des Gemeinderates und Vizebürgermeister von Aldrans und vertrat die Liste Fritz Dinkhauser ab dem 1. Juli 2008 im Tiroler Landtag. Im Oktober 2015 folgte ihm Isabella Gruber als Landtagsabgeordnete nach.